# Gran Premio di Germania 2005
Il Gran Premio di Germania 2005 è stata la dodicesima prova della stagione 2005 del campionato mondiale di Formula 1. Svoltosi il 24 luglio 2005 sul circuito di Hockenheim, è stato vinto da Fernando Alonso su Renault, che ha preceduto Juan Pablo Montoya su McLaren-Mercedes e Jenson Button su BAR-Honda. Sono inoltre giunti a punti Giancarlo Fisichella, Michael Schumacher, Ralf Schumacher, David Coulthard e Felipe Massa.

## Vigilia

### Aspetti sportivi
L'olandese Robert Doornbos, terzo pilota della Jordan, a partire da questo Gran Premio sostituisce l'austriaco Patrick Friesacher, appiedato dalla Minardi per ragioni di sponsor.
Nelle prove libere del venerdì, oltre ai piloti titolari, partecipano alle prime due sessioni anche Alexander Wurz con la McLaren, Vitantonio Liuzzi con la Red Bull, Ricardo Zonta con la Toyota e Nicolas Kiesa con la Jordan.

## Prove

### Risultati
Nella prima sessione del venerdì si è avuta questa situazione:
| Pos | Nº | Pilota         | Costruttore      | Tempo    | Gap    | Giri |
| --- | -- | -------------- | ---------------- | -------- | ------ | ---- |
| 1   | 35 | Alexander Wurz | McLaren-Mercedes | 1:14.277 |        | 21   |
| 2   | 38 | Ricardo Zonta  | Toyota           | 1:14.893 | +0.616 | 27   |
| 3   | 9  | Kimi Räikkönen | McLaren-Mercedes | 1:15.634 | +1.357 | 9    |

Nella seconda sessione del venerdì si è avuta questa situazione:
| Pos | Nº | Pilota          | Costruttore      | Tempo    | Gap    | Giri |
| --- | -- | --------------- | ---------------- | -------- | ------ | ---- |
| 1   | 35 | Alexander Wurz  | McLaren-Mercedes | 1:13.973 |        | 37   |
| 2   | 9  | Kimi Räikkönen  | McLaren-Mercedes | 1:14.576 | +0.603 | 20   |
| 3   | 5  | Fernando Alonso | Renault          | 1:15.560 | +1.587 | 34   |

Nella prima sessione del sabato si è avuta questa situazione:
| Pos | Nº | Pilota             | Costruttore      | Tempo    | Gap    | Giri |
| --- | -- | ------------------ | ---------------- | -------- | ------ | ---- |
| 1   | 9  | Kimi Räikkönen     | McLaren-Mercedes | 1:15.684 |        | 10   |
| 2   | 10 | Juan Pablo Montoya | McLaren-Mercedes | 1:15.753 | +0.069 | 5    |
| 3   | 5  | Fernando Alonso    | Renault          | 1:16.477 | +0.793 | 14   |

Nella seconda sessione del sabato si è avuta questa situazione:
| Pos | Nº | Pilota             | Costruttore      | Tempo    | Gap    | Giri |
| --- | -- | ------------------ | ---------------- | -------- | ------ | ---- |
| 1   | 9  | Kimi Räikkönen     | McLaren-Mercedes | 1:14.128 |        | 11   |
| 2   | 10 | Juan Pablo Montoya | McLaren-Mercedes | 1:14.449 | +0.321 | 16   |
| 3   | 5  | Fernando Alonso    | Renault          | 1:14.758 | +0.630 | 12   |

## Qualifiche

### Risultati
Nella sessione di qualifica si è avuta questa situazione:
| Pos | Nº | Pilota               | Costruttore      | Tempo       | Distacco | Griglia |
| --- | -- | -------------------- | ---------------- | ----------- | -------- | ------- |
| 1   | 9  | Kimi Räikkönen       | McLaren-Mercedes | 1:14.320    |          | 1       |
| 2   | 3  | Jenson Button        | BAR-Honda        | 1:14.759    | +0.439   | 2       |
| 3   | 5  | Fernando Alonso      | Renault          | 1:14.904    | +0.584   | 3       |
| 4   | 6  | Giancarlo Fisichella | Renault          | 1:14.927    | +0.607   | 4       |
| 5   | 1  | Michael Schumacher   | Ferrari          | 1:15.006    | +0.686   | 5       |
| 6   | 7  | Mark Webber          | Williams-BMW     | 1:15.070    | +0.750   | 6       |
| 7   | 8  | Nick Heidfeld        | Williams-BMW     | 1:15.403    | +1.083   | 7       |
| 8   | 4  | Takuma Satō          | BAR-Honda        | 1:15.501    | +1.181   | 8       |
| 9   | 16 | Jarno Trulli         | Toyota           | 1:15.532    | +1.212   | 9       |
| 10  | 15 | Christian Klien      | RBR-Cosworth     | 1:15.635    | +1.315   | 10      |
| 11  | 14 | David Coulthard      | RBR-Cosworth     | 1:15.679    | +1.359   | 11      |
| 12  | 17 | Ralf Schumacher      | Toyota           | 1:15.689    | +1.369   | 12      |
| 13  | 12 | Felipe Massa         | Sauber-Petronas  | 1:16.009    | +1.689   | 13      |
| 14  | 11 | Jacques Villeneuve   | Sauber-Petronas  | 1:16.012    | +1.692   | 14      |
| 15  | 2  | Rubens Barrichello   | Ferrari          | 1:16.230    | +1.910   | 15      |
| 16  | 21 | Christijan Albers    | Minardi-Cosworth | 1:17.519    | +3.199   | 16      |
| 17  | 20 | Robert Doornbos      | Minardi-Cosworth | 1:18.313    | +3.993   | 17      |
| 18  | 18 | Tiago Monteiro       | Jordan-Toyota    | 1:18.599    | +4.279   | 18      |
| 19  | 10 | Juan Pablo Montoya   | McLaren-Mercedes | senza tempo | -        | 20      |
| 20  | 19 | Narain Karthikeyan   | Jordan-Toyota    | senza tempo | -        | 19      |

## Gara

### Resoconto
Al via Raikkonen prende la testa della corsa, davanti ad Alonso, Michael Schumacher e Button, imprimendo da subito un ritmo insostenibile. Dal fondo risale Juan Pablo Montoya, che al terzo giro è già nono, dietro a Fisichella, alle spalle del quale rimarrà fino alla prima sosta. Se davanti nulla cambia, il colombiano, ultimo a fermarsi al termine del ventisettesimo giro, risale al quinto posto. Una volta ancora, la velocissima Mclaren Mp4/20 si dimostra fragile costringendo Kimi Räikkönen al ritiro nel corso del trentaseiesimo passaggio e ponendo fine alle ambizioni del finnico di rimanere in corsa per il titolo. Alonso si vede recapitata una solida leadership con un margine di 25” sulla coppia Michael Schumacher- Button sui quali rinviene ben presto Montoya. Al giro 45, l’inglese rompe gli indugi, passa il ferrarista al tornantino, andando di fatto a conquistare il podio. È infatti Montoya, con una sosta ritardata a 11 giri dal termine, a passare entrambi e ad andare a prendersi la piazza d’onore. La crisi del ferrarista diventa poi ancora più evidente e nel penultimo giro deve cedere anche a Fisichella. Fernando Alonso vince per la sesta volta in stagione, iniziando ad intravedere il suo primo titolo mondiale, davanti a Montoya. Jenson Button conquista il primo podio stagionale che non può ripagarlo di tutte le delusioni accumulate sin qui.

### Risultati
I risultati del gran premio sono i seguenti:
| Pos | Nº | Pilota               | Costruttore      | Gomme | Giri | Tempo/Ritiro | Griglia | Punti |
| --- | -- | -------------------- | ---------------- | ----- | ---- | ------------ | ------- | ----- |
| 1   | 5  | Fernando Alonso      | Renault          | M     | 67   | 1:26:28.599  | 3       | 10    |
| 2   | 10 | Juan Pablo Montoya   | McLaren-Mercedes | M     | 67   | +22.569      | 20      | 8     |
| 3   | 3  | Jenson Button        | BAR-Honda        | M     | 67   | +24.422      | 2       | 6     |
| 4   | 6  | Giancarlo Fisichella | Renault          | M     | 67   | +50.587      | 4       | 5     |
| 5   | 1  | Michael Schumacher   | Ferrari          | B     | 67   | +51.690      | 5       | 4     |
| 6   | 17 | Ralf Schumacher      | Toyota           | M     | 67   | +52.242      | 12      | 3     |
| 7   | 14 | David Coulthard      | RBR-Cosworth     | M     | 67   | +52.700      | 11      | 2     |
| 8   | 12 | Felipe Massa         | Sauber-Petronas  | M     | 67   | +56.570      | 13      | 1     |
| 9   | 15 | Christian Klien      | RBR-Cosworth     | M     | 67   | +1:09.818    | 10      |       |
| 10  | 2  | Rubens Barrichello   | Ferrari          | B     | 66   | +1 giro      | 15      |       |
| 11  | 8  | Nick Heidfeld        | Williams-BMW     | M     | 66   | +1 giro      | 7       |       |
| 12  | 4  | Takuma Satō          | BAR-Honda        | M     | 66   | +1 giro      | 8       |       |
| 13  | 21 | Christijan Albers    | Minardi-Cosworth | B     | 65   | +2 giri      | 16      |       |
| 14  | 16 | Jarno Trulli         | Toyota           | M     | 64   | Motore       | 9       |       |
| 15  | 11 | Jacques Villeneuve   | Sauber-Petronas  | M     | 64   | +3 giri      | 14      |       |
| 16  | 19 | Narain Karthikeyan   | Jordan-Toyota    | B     | 64   | +3 giri      | 19      |       |
| 17  | 18 | Tiago Monteiro       | Jordan-Toyota    | B     | 64   | +3 giri      | 18      |       |
| 18  | 20 | Robert Doornbos      | Minardi-Cosworth | B     | 63   | +4 giri      | 17      |       |
| NC  | 7  | Mark Webber          | Williams-BMW     | M     | 55   | +12 giri     | 6       |       |
| Rit | 9  | Kimi Räikkönen       | McLaren-Mercedes | M     | 35   | Idraulica    | 1       |       |

## Classifiche Mondiali

### Piloti
| Pos | Pilota               | Punti |
| --- | -------------------- | ----- |
| 1   | Fernando Alonso      | 87    |
| 2   | Kimi Räikkönen       | 51    |
| 3   | Michael Schumacher   | 47    |
| 4   | Juan Pablo Montoya   | 34    |
| 5   | Rubens Barrichello   | 31    |
| 6   | Jarno Trulli         | 31    |
| 7   | Giancarlo Fisichella | 30    |
| 8   | Ralf Schumacher      | 26    |
| 9   | Nick Heidfeld        | 25    |
| 10  | Mark Webber          | 22    |
| 11  | David Coulthard      | 19    |
| 12  | Jenson Button        | 15    |
| 13  | Felipe Massa         | 8     |
| 14  | Tiago Monteiro       | 6     |
| 15  | Alexander Wurz       | 6     |
| 16  | Jacques Villeneuve   | 6     |
| 17  | Narain Karthikeyan   | 5     |
| 18  | Christijan Albers    | 4     |
| 19  | Pedro de la Rosa     | 4     |
| 20  | Christian Klien      | 4     |
| 21  | Patrick Friesacher   | 3     |
| 22  | Vitantonio Liuzzi    | 1     |

### Costruttori
| Pos. | Team             | Punti |
| ---- | ---------------- | ----- |
| 1    | Renault          | 117   |
| 2    | McLaren-Mercedes | 95    |
| 3    | Ferrari          | 78    |
| 4    | Toyota           | 57    |
| 5    | Williams-BMW     | 47    |
| 6    | RBR-Cosworth     | 24    |
| 7    | BAR-Honda        | 15    |
| 8    | Sauber-Petronas  | 14    |
| 9    | Jordan-Toyota    | 11    |
| 10   | Minardi-Cosworth | 7     |